# Anca Barna
Anca Barna (Cluj-Napoca, 14 mei 1977) is een voormalig tennisspeelster uit Duitsland.
Zij begon op achtjarige leeftijd met tennis. Haar favoriete ondergrond is hardcourt. Zij speelt linkshandig en heeft een tweehandige backhand.
Zij won twee ITF-toernooien, in 1998 in het Franse Les Contamines, en in 2000 in Hayward, Californië.
In 1999 plaatste zij zich via het kwalificatietoernooi voor het US Open, waar zij door Kim Clijsters in de eerste ronde werd uitgeschakeld. Dit was haar debuut op een grandslamtoernooi.
In 2002 bereikte zij de finale van het WTA-toernooi van Estoril, waar zij verloor van de Spaanse Magüi Serna.
Haar beste resultaat op de grandslamtoernooien is het bereiken van de derde ronde, op het Australian Open 2003. Haar hoogste notering op de WTA-ranglijst is de 46e plaats, die zij bereikte in april 2004. In de periode 2002–2005 maakte Barna deel uit van het Duitse Fed Cup-team – zij behaalde daar een winst/verlies-balans van 3–3.
Ook haar jongere zus Adriana Barna speelde tennis op het WTA-circuit.

## Posities op deWTA-ranglijst
Positie per einde seizoen:
| jaar | rang enkelspel | rang dubbelspel |
| ---- | -------------- | --------------- |
| 1992 | 831            | 641             |
| 1993 | 300            | 419             |
| 1994 | 223            | 456             |
| 1995 | 252            | 296             |
| 1996 | 288            | 138             |
| 1997 | 286            | 189             |
| 1998 | 209            | 712             |
| 1999 | 115            | 176             |
| 2000 | 144            | 241             |
| 2001 | 110            | 174             |
| 2002 | 62             | 192             |
| 2003 | 48             | 154             |
| 2004 | 85             | 253             |
| 2005 | 333            | 542             |

## Palmares
| Legenda                |
| ---------------------- |
| Grandslamtoernooi      |
| Olympische Spelen      |
| Year-End Championships |
| Tier I                 |
| Tier II                |
| Tier III               |
| Tier IV & V            |

### WTA-finaleplaatsen enkelspel
| nr.              | finale     | toernooi    | ondergrond | tegenstandster | score    |         |
| ---------------- | ---------- | ----------- | ---------- | -------------- | -------- | ------- |
| gewonnen finales |            |             |            |                |          |         |
| geen             |            |             |            |                |          |         |
| verloren finales |            |             |            |                |          |         |
| 1.               | 2002-04-14 | WTA Estoril | gravel     | Magüi Serna    | 4-6, 2-6 | details |

## Resultaten grandslamtoernooien
| Legenda | Legenda                          |
| ------- | -------------------------------- |
| g.t.    | geen toernooi gehouden           |
| l.c.    | lagere categorie                 |
| –       | niet deelgenomen                 |
| G       | uitgeschakeld in de groepsfase   |
| 1R      | uitgeschakeld in de eerste ronde |
| 2R      | uitgeschakeld in de tweede ronde |
| 3R      | uitgeschakeld in de derde ronde  |
| 4R      | uitgeschakeld in de vierde ronde |
| KF      | uitgeschakeld in de kwartfinale  |
| HF      | uitgeschakeld in de halve finale |
| F       | de finale verloren               |
| W       | het toernooi gewonnen            |
| w-v     | winst/verlies-balans             |

### Enkelspel
| toernooi        | 1999 | 2000 | 2001 | 2002 | 2003 | 2004 | 2005 | w-v |
| --------------- | ---- | ---- | ---- | ---- | ---- | ---- | ---- | --- |
| Australian Open | –    | 1R   | 1R   | 1R   | 3R   | 2R   | 1R   | 3-6 |
| Roland Garros   | –    | –    | 1R   | 1R   | 1R   | 1R   | –    | 0-4 |
| Wimbledon       | –    | –    | 2R   | 1R   | 1R   | 1R   | –    | 1-4 |
| US Open         | 1R   | –    | 1R   | 2R   | 2R   | 1R   | –    | 2-5 |

### Vrouwendubbelspel
| toernooi        | 1997 |    | 2002 | w-v |
| --------------- | ---- | -- | ---- | --- |
| Australian Open | –    | 1R | 0-1  |     |
| Roland Garros   | 1R   | –  | 0-1  |     |
| Wimbledon       | –    | –  | 0-0  |     |
| US Open         | –    | –  | 0-0  |     |